# Pablo Shorey
Pablo Enrique Shorey Hernández (* 4. Dezember 1983 in Vertientes) ist ein kubanischer Ringer. Er wurde 2010 Vize-Weltmeister im griechisch-römischen Stil im Mittelgewicht.

## Werdegang
Pablo Shorey begann als Jugendlicher im Jahre 1994 in der Hauptstadt seiner Heimatprovinz Camagüey mit dem Ringen. Als Junior trat der Sportler, der sich nur im griechisch-römischen Stil betätigt, auf der internationalen Ringermatte noch nicht in Erscheinung. Erst im Jahre 2005 erschien er bei einem international renommierten Ringerturnier, dem Granma-International-Cup in Sancti Spíritus, erstmals in der Siegerliste, als er im Weltergewicht hinter seinem Landsmann Odelis Herrera den 2. Platz belegte.
Später wuchs er bei einer Größe von 1,83 Metern in das Mittelgewicht hinein. In dieser Gewichtsklasse erfolgte dann im Jahre 2007 auch sein erster Start bei einer internationalen Meisterschaft. In San Salvador nahm er an der Panamerikanischen Meisterschaft teil und belegte hinter Bradley Vering aus den Vereinigten Staaten und Christian Mosquera aus Kolumbien den 3. Platz.
Den Sprung zu den Olympischen Spielen 2008 in Peking schaffte "Pablito" Shorey nicht. Im Jahre 2009 wurde er aber bei der Weltmeisterschaft in Herning/Dänemark eingesetzt. Dort verlor er im Mittelgewicht seinen ersten Kampf gegen Nazmi Avluca aus der Türkei, der später den Weltmeistertitel gewann, siegte aber anschließend über den Olympiazweiten Zoltán Fodor aus Ungarn, Cho Hyo-chul aus Südkorea und Schalwa Gadabadse aus Aserbaidschan und gewann damit eine WM-Bronzemedaille.
2010 gewann Pablo Shorey bei der Panamerikanischen Meisterschaft in Monterrey/Mexiko den Titel im Mittelgewicht vor José Antonio Arias Paredes aus der Dominikanischen Republik und Luis Angel Betancourt Medina aus Puerto Rico. Bei der Weltmeisterschaft dieses Jahres in Moskau besiegte er Eddy Bartolozzi aus Venezuela, Alchasur Aldijew aus Kasachstan, Wladimir Gogeschidse aus Georgien, Weltmeister Nazmi Avluca und Nenad Žugaj aus Kroatien und unterlag erst im Endkampf gegen Christo Marinow aus Bulgarien nach Punkten (0:2 Runden, 0:2 u. 0:1 techn. Punkte).

## Internationale Erfolge
| Jahr | Platz | Wettbewerb                                         | Gewichtsklasse | Ergebnis |
| 2005 | 2.    | Granma-International-Cup in Sancti Spíritus        | Welter         | hinter Odelis Herrera, Kuba, vor Ryan Cunningham, USA u. Jorge Alvarez, Kuba |
| 2007 | 3.    | Panamerikanische Meisterschaft in San Salvador     | Mittel         | hinter Bradley Vering, USA u. Christian Mosquera, Kolumbien |
| 2009 | 2.    | Granma-International-Cup in Havanna                | Mittel         | hinter Jan Fischer, Deutschland, vor Alan Vera, Kuba u. Rene Zimmermann, Deutschland |
| 2009 | 3.    | WM in Herning/Dänemark                             | Mittel         | nach einer Niederlage gegen Nazmi Avluca, Türkei u. Siegen über Zoltán Fodor, Ungarn, Cho Hyo-chul, Südkorea u. Schalwa Gadabadse, Aserbaidschan |
| 2010 | 1.    | Granma-International-Cup in Havanna                | Mittel         | vor Cheney Haight, USA, Jan Fischer u. José Antonio Arias Paredes, Dom. Rep. |
| 2010 | 4.    | Welt-Cup in Jerewan                                | Mittel         | hinter Nazmi Avluca, Arsen Kachabrischwili, Georgien u. Taleb Nariman Nematpour, Iran |
| 2010 | 1.    | Panamerikanische Meisterschaft in Monterrey/Mexiko | Mittel         | vor José Antonio Arias Paredes u. Luis Ángel Betancourt Medina, Puerto Rico |
| 2010 | 2.    | WM in Moskau                                       | Mittel         | mit Siegen über Eddy Bartolozzi, Venezuela (2:0 Runden), Alchasur Aldijew, Kasachstan (2:0), Wladimir Gogeschidse, Georgien (2:1), Nazmi Avluca (2:1) u. Nenad Žugaj, Kroatien (2:1)ö und einer Niederlage gegen Christo Marinow, Bulgarien (0:2 Runden, 0:2 u. 0:1 techn. Punkte) |
| 2011 | 1.    | Panamerikanische Spiele in Guadalajara/Mexiko      | Mittel         | vor Christian Mosquera und José Antonio Arias Paredes |
| 2012 | 2.    | Panamerikanische Meisterschaft in Colorado Springs | Mittel         | hinter Charles Betts (USA) |

## Erläuterungen
- alle Wettbewerbe im griechisch-römischen Stil
- WM = Weltmeisterschaft
- Weltergewicht, bis 74 kg, Mittelgewicht, bis 84 kg Körpergewicht